# دمياط (مركز)
مركز دمياط، مركز إداري مصري. يقع في محافظة دمياط ضمن إقليم الدلتا في جمهورية مصر العربية. القاعدة الإدارية للمركز هي مدينة دمياط، وتضم كذلك مدن رأس البر وعزبة البرج.

## قرى مركز دمياط
▪︎مدينة دمياط.
▪︎شط الخياطة.
▪︎شط جريبة.
▪︎شط عزبة اللحم.
▪︎شط الشعرا، وتشمل عزبة الصقور، وعزبة محمد الدالي.
▪︎العنانية، وتشمل عزبة أحمد شولح (المستجدة)، وعزبة العنانية، وعزبة الجواهرة.
▪︎عزب النهضة.
▪︎السنانية.
▪︎أولاد حمام.
▪︎الخليفية.
▪︎شط غيط النصارى، وتشمل العودلية.
▪︎شطا.
▪︎شط الشيخ ضرغام، وتشمل عزبة الرطمة.
▪︎عزب البصارطة.
▪︎البستان وكفر طبيخة.
▪︎العدلية.
▪︎شط محب والسيالة، وتشمل الحسانية.
▪︎مدينة عزبة البرج، وتشمل عزبة الديدونة.
▪︎مدينة رأس البر.